# Gitter-Herbst-Krokus
Der Gitter-Herbst-Krokus (Crocus cancellatus) ist eine Pflanzenart aus der Gattung der Krokusse (Crocus).

## Merkmale
Der Gitter-Herbst-Krokus ist ein (herbst-)frühjahrsgrüner ausdauernder Knollen-Geophyt, der Wuchshöhen von 5 bis 10 Zentimeter erreicht. Die Knollenhülle ist grob netzfaserig. Die 4 bis 7 Blätter entwickeln sich erst nach der Blütezeit. Die Perigonzipfel sind spitz oder selten stumpf, lila oder selten weiß und messen 25 bis 55 × 6 bis 18 Millimeter. Die Griffel besitzen mehr als 3 dünne Äste.
Die Blütezeit reicht von September bis November.
Die Chromosomenzahl beträgt 2n = 8, 10, 12, 14, 16.

## Vorkommen
Der Gitter-Herbst-Krokus kommt auf dem südlichen Balkan, in der West-, Zentral- und Südtürkei, in Nord- und West-Syrien, in Nord-Israel, im Libanon, im Nord-Irak und im West-Iran vor. Die Art wächst in steinig-felsigen Gebüschen und Weiden. Sie ist meist auf Kalk zu finden.

## Systematik
Für den Gitter-Herbst-Krokus wurden fünf Unterarten beschrieben:
- Crocus cancellatus subsp. cancellatus: Das obere Hochblatt wird vom unteren verborgen. Die Staubbeutel sind gelb. Die Griffel überragen die Staubbeutel mehr oder weniger. Die Unterart kommt in der Süd-Türkei, im Libanon und in Israel vor.

- Crocus cancellatus subsp. pamphylicus B.Mathew: Das obere Hochblatt ist sichtbar. Die Staubbeutel sind weiß. Die Griffel überragen die Staubbeutel mehr oder weniger. Die Unterart kommt in der Südtürkei vor. Wird auch von manchen Autoren als eigene Art angesehen: Crocus pamphylicus (B.Mathew) Ruksans.[2]

- Crocus cancellatus subsp. mazziaricus (Herb.) B.Mathew: Das obere Hochblatt ist sichtbar. Die Staubbeutel sind gelb. Die Griffel überragen die Staubbeutel weit. Die Unterart kommt auf dem Süd-Balkan, in Griechenland und in der Süd- und West-Türkei vor. Wird auch von manchen Autoren als eigene Art angesehen: Crocus mazziaricus Herb.[2]

- Crocus cancellatus subsp. lycius B. Mathew[3] Sie kommt in der südlichen Türkei vor. Wird auch von manchen Autoren als eigene Art angesehen: Crocus lycius (B.Mathew) Ruksans.[2]

- Crocus cancellatus subsp. damascenus (Herb.) B.Mathew[3] Sie kommt von der Türkei bis zum Iran und bis zu Israel vor. Wird auch von manchen Autoren als eigene Art angesehen: Crocus damascenus Herb.[2]

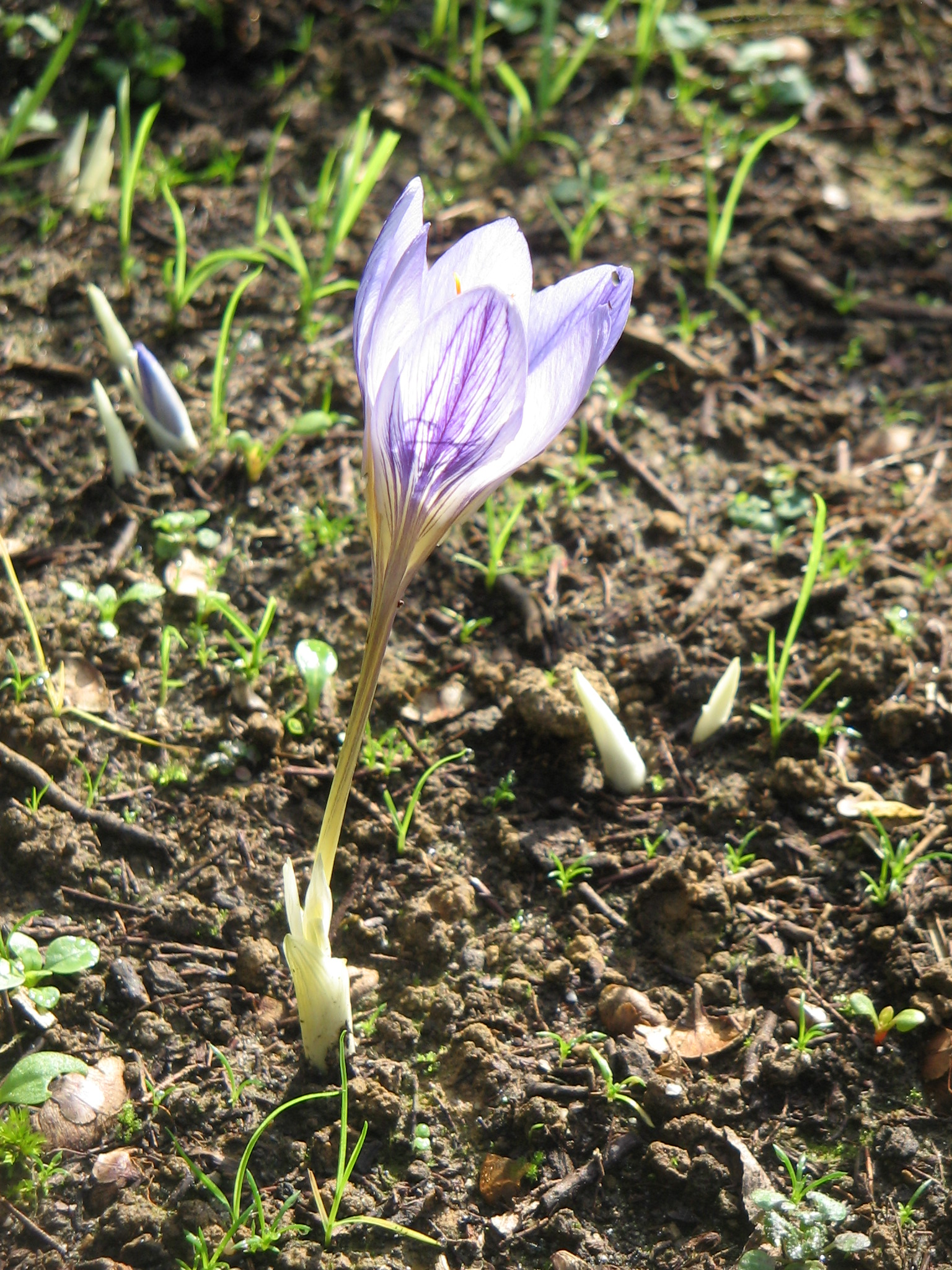
Crocus cancellatus subsp. mazziaricus

## Nutzung
Der Gitter-Herbst-Krokus wird selten als Zierpflanze für Steingärten und Rabatten genutzt. Die Art ist seit spätestens 1841 in Kultur.

## Belege